# Kukuljanovo
Kukuljanovo est une localité de Croatie située dans la municipalité de Bakar, dans le comitat de Primorje-Gorski Kotar. En 2001, la localité comptait 811 habitants,.

## Démographie
| 1948 | 1953 | 1961 | 1971 | 1981 | 1991 | 2001 |
| ---- | ---- | ---- | ---- | ---- | ---- | ---- |
| 544  | 523  | 595  | 618  | 716  | 775  | 811  |